# Mark Kerry
Mark Anthony Kerry  (ur. 4 sierpnia 1959 w Temora) – australijski pływak. Trzykrotny medalista olimpijski.
Specjalizował się w stylu grzbietowym. Brał udział w trzech igrzyskach (IO 76, IO 80, IO 84), na dwóch zdobywał medale.  W 1980 – pod nieobecność części sportowców, w tym amerykańskich pływaków – Australijczycy triumfowali w sztafecie 4 × 100 metrów stylem zmiennym. Indywidualnie Evans był trzeci na 200 metrów grzbietem. Cztery lata później ponownie sięgnął po brąz w sztafecie.